# عزة فياض
عزة عبد الحميد فياض (1996)، فتاة مصرية فازت وهي بعمر السادسة عشر بجائزة دولية من الاتحاد الأوروبي للعلماء الشباب لابتكارها طريقة جديدة لتوليد الوقود الحيوي من مخلفات البلاستيك.

## نشأتها
ولدت عام 1996 بمحافظة البحيرة، ومن ثم انتقلت قبل عمر السادسة عشر مع ولدها «عبد الحميد فياض» الموظف بالجمارك ووالدتها «منى الفيل» الموظفة بوزارة الصحة واخواتها «هدى» و«هند» إلى الإسكندرية، حيث العيش بجوار مكتبة الإسكندرية. كان سبب انتقالهم هو رغبة الأبوين بالانضمام إلى نادي أصدقاء المكتبة وإلحاق بناتهما بنادي استكشاف العلوم.

## دراستها
تلقت عزة تعليمها بمدرسة تجريبية حكومية، وقد حصلت على الجائزة الدولية من الاتحاد الأوروبي للعلماء الشباب أثناء دراستها بالصف الأول الثانوى بمدرسة زهران للغات، ومن ثم ألتحقت بكلية الهندسة جامعة الاسكندرية عام 2014-2019.

## المشروع الذي أهلها للفوز

### البداية
منذ إعلان مكتبة الإسكندرية عن معرض انتل للعلوم والهندسة وسيشارك فيه الطلبة من 14- 18 عاماً وسيتقدموا بمشروعات تتوصل لحل المشاكل الموجودة في المجتمع عن طريق المجالات العلمية ويتم عرضها كخطوات للبحث العلمي. تعد مشاركة مصر في 2011 هي الأولى من نوعها في تاريخ المسابقة التي ينظمها مركز القبة السماوية العلمي بالمكتبة، حيث شاركت بـ3 مشروعات في مجال علوم البيئة، وكان ذلك بالتنسيق بين معرض مكتبة الإسكندرية للعلوم والهندسة، وبرنامج البحوث وتنمية الابتكار.

#### المنافسون
تنافست عزة على الجائزة مع أكثر من 130 طالبًا وطالبة من 37 دولة، من خلال حفل توزيع الجوائز الذي أقيم في قاعة الاحتفالات في جامعة «هلسنكي» بفنلندا، وقد اختلفت وتنوعت موضوعات الطلاب المشاركين في المسابقة لتشمل المجالات العلمية كعلم «الأحياء، والكيمياء، والحوسبة، والعلوم الاجتماعية، والبيئة، والرياضيات، والهندسة، والطب».

##### فكرة المشروع
تحطيم مخلفات البلاستيك والبوليمرات عن طريق تسخين لهم لدرجات حرارة عالية ليست فكرة جديدة، ولكن استخدام نوع الحوافز هذا هو ما يعطي الفكرة قوتها. فقد ابتكرت طريقة جديدة لتوليد الوقود الحيوي بأقل تكلفة عن طريق إعادة تدوير البلاستيك باستخدام عوامل محفزة تحويل البلاستيك إلى مواد الوقود الأولية - هي مواد خام بكميات كبيرة يتم استخدامها من اجل إنتاج الوقود الحيوي - عن طريق استخدام محفز هو بنتونيت، حيث عندما تُفتت هذه النفايات تنتج غازات هي البروبان والميثان والإيثان، وتتم بعض العمليات علي تلك الغازات لتتحولها إلى إيثانول والذي يُستخدم كوقود حيوي.

## تطبيق المشروع بمصر
تنتج مصر كميات ضخمة من نفايات البلاستيك بما تعادل المليون طن من البلاستيك سنويا، فإذا تم تحويلها هذه القمامة إلى وقود، ويُقدر ناتج تقدير المشروع ب 78 مليون دولار في العام عن طريق تحويل كل هذه النفايات إلي وقود، بينما تتوقع عزة مكاسب تبلغ 163 مليون دولار سنوياً كناتج من تحويل القمامة إلى وقود حيوي، بالإضافة لمساعدته في الحصول على شوارع نظيفة وخالية من التلوث، وبهذا يكون ذلك المشروع اسهم في حل أزمتى الوقود والقمامة.

## جوائز حصلت عليها
- فازت بجائزة الاتفاقية الأوربية للاندماج لأغراض التنمية في دورتها الثالثة والعشرين - وهي مسابقة ينظمها الاتحاد الأوربي للعلماء الشبان، وتمت فعالياتها في فنلندا ما بين 23-28 سبتمبر 2011.[1][3][22][23][24][25][26][27]
- جائزة مسابقة “Invention Convention” والتي يشرح فيها العلماء ورواد الأعمال أفكارهم في خلال ثلاثة دقائق أمام لجنة من الخبراء بالمجالات الصناعية والأكاديمية.[28]
- فازت بالجائزة الثانية في مسابقة «اتفاقية اختراع» في أي عالم أو رجل أعمال يشرح الفكرة في ثلاث دقائق فقط لفريق من الخبراء من كل الأوساط الأكاديمية والصناعة.[1][9]
- فازت بالميدالية الذهبية في أولمبياد مشروع بيئي دولي في إسطنبول، تركيا عام 2013.
- فازت بجائزة أفضل مشروع في فئة الإدارة البيئية بمكتبة الإسكندرية للعلوم والهندسة.
- فازت بالمركز الأول، جائزة الكبرى في النصر بنات كلية علوم والهندسة 2012.
- أفضل مشروع في فئة الإدارة البيئية في العلوم إنتل مكتبة الإسكندرية والهندسة عادلة 2012.[9]